# Déjate querer (programa de televisión)
Déjate Querer (anteriormente Volverte a ver, entre 2018 y 2021) fue un programa de televisión producido por Bulldog TV y emitido en Telecinco desde el 18 de enero de 2018 hasta el 1 de abril del 2023.Su última presentadora fue Paz Padilla (anteriormente Carlos Sobera y Toñi Moreno).

## Mecánica
Este programa se basaba en la búsqueda de personas para que protagonicen reencuentros ya sea porque no mantienen contacto desde hace mucho tiempo porque hubo un conflicto y quieren pedirse perdón, para comunicar algo especial o para conocer a un famoso entre otros aspectos. 
Estas historias personales son representadas por medio de objetos simbólicos que actuarán como hilo conductor de cada testimonio y serán recogidos por uno de los enviados que son Abraham García, Gloria Camila Ortega, Sofía Cristo, Guillermo Martín Taboada, Manuel Lombardo y Fabio Colloricchio.
Asimismo, estos son encargados de comunicar al buscado que está invitado al programa pero sin desvelar quién es el buscador. 
Esta persona puede aceptar o rechazar la invitación y una vez en plató, cada uno estará en un área ambas separadas por dos pantallas móviles que se abrirán en al menos dos ocasiones: para mostrar si el objeto simbólico se encuentra o no en el plató y para que se produzca el reencuentro entre los protagonistas. 
Cabe destacar que cada semana se producían siete u ocho casos.

## Equipo

### Presentador
Presentador fijo
|               | Volverte a ver | Volverte a ver | Volverte a ver | Volverte a ver | Volverte a ver | Volverte a ver | Déjate querer | Déjate querer | Déjate querer |
| Edición       | 1              | 2              | 3              | 4              | 5              | 6              | 7             | 8             | 9             |
| Año           | 2018           | 2019           | 2019-2020      | 2020           | 2020-2021      | 2021           | 2022          | 2022          | 2023          |
| ------------- | -------------- | -------------- | -------------- | -------------- | -------------- | -------------- | ------------- | ------------- | ------------- |
| Carlos Sobera |                |                |                |                |                |                |               |               |               |
| Toñi Moreno   |                |                |                |                |                |                |               |               |               |
| Paz Padilla   |                |                |                |                |                |                |               |               |               |

### Buscadores
Buscador fijo
| Edición                  | 1    | 2    | 3         | 4    | 5         | 6    | 7    | 8    |
| Año                      | 2018 | 2019 | 2019-2020 | 2020 | 2020-2021 | 2021 | 2022 | 2022 |
| ------------------------ | ---- | ---- | --------- | ---- | --------- | ---- | ---- | ---- |
| Abraham García           |      |      |           |      |           |      |      |      |
| Gloria Camila Ortega     |      |      |           |      |           |      |      |      |
| Guillermo Martín Taboada |      |      |           |      |           |      |      |      |
| Manuel Lombardo          |      |      |           |      |           |      |      |      |
| Sofía Cristo             |      |      |           |      |           |      |      |      |
| Fabio Colloricchio       |      |      |           |      |           |      |      |      |

## Episodios y audiencias
| Temporada | Temporada | Episodios | Estreno                  | Final                    | Audiencia media | Audiencia media | Audiencia media |
| Temporada | Temporada | Episodios | Estreno                  | Final                    | Espectadores    | Cuota           |                 |
| --------- | --------- | --------- | ------------------------ | ------------------------ | --------------- | --------------- | --------------- |
|           | 1         | 25        | 18 de enero de 2018      | 21 de septiembre de 2018 | 1 280 000       | 12,8%           |                 |
|           | 2         | 14        | 11 de enero de 2019      | 3 de mayo de 2019        | 1 720 000       | 12,6%           |                 |
|           | 3         | 13        | 20 de septiembre de 2019 | 3 de enero de 2020       | 1 510 000       | 13,7%           |                 |
|           | 4         | 6         | 21 de febrero de 2020    | 27 de marzo de 2020      | 1 693 000       | 12,7%           |                 |
|           | 5         | 5         | 11 de diciembre de 2020  | 8 de enero de 2021       | 1 235 000       | 11,0%           |                 |
|           | 6         | 7         | 10 de julio de 2021      | 4 de septiembre de 2021  | 1 089 000       | 11,8%           |                 |
|           | 7         | 13        | 6 de mayo de 2022        | 30 de julio de 2022      | 971 000         | 12,2%           |                 |
|           | 8         | 7         | 20 de agosto de 2022     | 1 de octubre de 2022     | 829 000         | 11,2%           |                 |
|           | 9         | 7         | 18 de febrero de 2023    | 1 de abril de 2023       | 946 000         | 9,7%            |                 |
| Total     | Total     | 97        | 18 de enero de 2018      | 1 de abril de 2023       | 1 253 000       | 12,0%           |                 |

### Temporada 1 (2018)
| N.º (Prog.) | N.º (temp.) | Invitados o Invitadas                                                             | Fecha de emisión | Audiencia         |
| ----------- | ----------- | --------------------------------------------------------------------------------- | ---------------- | ----------------- |
| 1           | 1           | Paula Echevarría                                                                  | 18/01/2018       | 1 088 000 (11,6%) |
| 2           | 2           | Gente anónima                                                                     | 25/01/2018       | 864 000 (10,6%)   |
| 3           | 3           | Antonio Carmona                                                                   | 01/02/2018       | 796 000 (10,0%)   |
| 4           | 4           | Soraya Arnelas                                                                    | 08/02/2018       | 750 000 (9,1%)    |
| 5           | 5           | Jorge Javier Vázquez y David Bustamante                                           | 15/02/2018       | 1 649 000 (14,7%) |
| 6           | 6           | María del Monte, Manuel Díaz González y Aitor Trigos                              | 22/02/2018       | 1 249 000 (12,7%) |
| 7           | 7           | José Ortega Cano, Raquel Mosquera y Vicky Martín Berrocal.                        | 01/03/2018       | 1 345 000 (13,5%) |
| 8           | 8           | Rosario Flores, Manu Tenorio, Adrián Rodríguez, Sergio Carvajal y Laura Matamoros | 08/03/2018       | 1 316 000 (14,0%) |
| 9           | 9           | Loles León y Raffaella Carrà                                                      | 20/04/2018       | 1 592 000 (12,9%) |
| 10          | 10          | Andy y Lucas, Almudena Cid y Ruth Lorenzo                                         | 27/04/2018       | 1 470 000 (12,3%) |
| 11          | 11          | Anastacia, Arévalo, Suso Álvarez y María Bravo                                    | 04/05/2018       | 1 400 000 (11,0%) |
| 12          | 12          | Belén Esteban y Raphael                                                           | 11/05/2018       | 1 505 000 (13,5%) |
| 13          | 13          | Niña Pastori, Ivonne Reyes y Lorena                                               | 18/05/2018       | 1 368 000 (12,3%) |
| 14          | 14          | Blas Cantó y Romina Malaspina                                                     | 06/07/2018       | 1 098 000 (12,6%) |
| 15          | 15          | Antonio José, Laura Matamoros, Kiko Matamoros y Camela                            | 13/07/2018       | 1 172 000 (11,8%) |
| 16          | 16          | La Húngara y Rosa López                                                           | 20/07/2018       | 1 257 000 (13,7%) |
| 17          | 17          | Pastora Soler y Sofía Suescun                                                     | 27/07/2018       | 1 216 000 (13,5%) |
| 18          | 18          | Luz Casal y Melody                                                                | 03/08/2018       | 1 118 000 (12,7%) |
| 19          | 19          | Norma Duval, Olé Olé, Adexe y Nau                                                 | 10/08/2018       | 1 128 000 (12,5%) |
| 20          | 20          | Beatriz Luengo y Tamara Gorro                                                     | 17/08/2018       | 1 293 000 (14,1%) |
| 21          | 21          | Bárbara Rey y Natalia                                                             | 24/08/2018       | 1 150 000 (12,4%) |
| 22          | 22          | Toñi Moreno y Yurena                                                              | 31/08/2018       | 1 409 000 (14,1%) |
| 23          | 23          | David DeMaría                                                                     | 07/09/2018       | 1 493 000 (13,9%) |
| 24          | 24          | Merche                                                                            | 14/09/2018       | 1 554 000 (14,8%) |
| 25          | 25          | Fernando Tejero, Loreto Valverde y Marta Valverde                                 | 21/09/2018       | 1 663 000 (15,3%) |

### Temporada 2 (2019)
| N.º (Prog.) | N.º (temp.) | Invitados o Invitadas              | Fecha de emisión | Audiencia         |
| ----------- | ----------- | ---------------------------------- | ---------------- | ----------------- |
| 26          | 1           | Gloria Gaynor                      | 11/01/2019       | 1 678 000 (12,4%) |
| 27          | 2           | Ana Obregón                        | 18/01/2019       | 1 745 000 (12,9%) |
| 28          | 3           | Pablo Chiapella                    | 01/02/2019       | 1 712 000 (12,9%) |
| 29          | 4           | Dani Carvajal                      | 08/02/2019       | 1 719 000 (13,2%) |
| 30          | 5           | Álex González                      | 15/02/2019       | 1 850 000 (13,8%) |
| 31          | 6           | Julio Iglesias, Jr. y Tamara Falcó | 22/02/2019       | 1 874 000 (15,0%) |
| 32          | 7           | Pepe Reina                         | 01/03/2019       | 1 734 000 (14,3%) |
| 33          | 8           | Dani Rovira y Toñi Moreno          | 08/03/2019       | 1 519 000 (12,9%) |
| 34          | 9           | Lydia Bosch                        | 15/03/2019       | 1 668 000 (14,2%) |
| 35          | 10          | Nacho Guerreros                    | 22/03/2019       | 1 780 000 (14,3%) |
| 36          | 11          | Mónica Naranjo                     | 29/03/2019       | 1 735 000 (14,2%) |
| 37          | 12          | Boris Izaguirre                    | 12/04/2019       | 1 814 000 (14,7%) |
| 38          | 13          | Vanesa Romero                      | 26/04/2019       | 1 651 000 (13,4%) |
| 39          | 14          | Maxi Iglesias                      | 03/05/2019       | 1 593 000 (13,1%) |

### Temporada 3 (2019-2020)
| N.º (Prog.) | N.º (temp.) | Invitados o Invitadas              | Fecha de emisión | Audiencia         |
| ----------- | ----------- | ---------------------------------- | ---------------- | ----------------- |
| 40          | 1           | Marc Bartra                        | 20/09/2019       | 1 524 000 (14,4%) |
| 41          | 2           | Edurne                             | 27/09/2019       | 1 405 000 (13,3%) |
| 42          | 3           | Al Bano                            | 04/10/2019       | 1 559 000 (14,6%) |
| 43          | 4           | Luis Merlo                         | 11/10/2019       | 1 606 000 (14,9%) |
| 44          | 5           | Carmen Lomana                      | 18/10/2019       | 1 420 000 (14,0%) |
| 45          | 6           | Bertín Osborne                     | 25/10/2019       | 1 698 000 (14,4%) |
| 46          | 7           | Jorge Lorenzo                      | 01/11/2019       | 1 331 000 (11,7%) |
| 47          | 8           | Eva Isanta y Albert Álvarez        | 08/11/2019       | 1 446 000 (13,0%) |
| 48          | 9           | Terelu Campos y Daniel Caverzaschi | 15/11/2019       | 1 766 000 (15,8%) |
| 49          | 10          | María Jiménez y Can Yaman          | 29/11/2019       | 1 716 000 (15,5%) |
| 50          | 11          | Rudy Fernández                     | 06/12/2019       | 1 527 000 (13,5%) |
| 51          | 12          | Sergio Dalma                       | 27/12/2019       | 1 219 000 (11,3%) |
| 52          | 13          | David Muñoz y Nika                 | 03/01/2020       | 1 413 000 (11,5%) |

### Temporada 4 (2020)
| N.º (Prog.) | N.º (temp.) | Invitados o Invitadas                      | Fecha de emisión | Audiencia         |
| ----------- | ----------- | ------------------------------------------ | ---------------- | ----------------- |
| 53          | 1           | Isabel Pantoja                             | 21/02/2020       | 1 513 000 (13,3%) |
| 54          | 2           | Gloria Camila Ortega                       | 28/02/2020       | 1 777 000 (14,7%) |
| 55          | 3           | Ana María Aldón                            | 06/03/2020       | 1 531 000 (12,2%) |
| 56          | 4           | Omar Montes                                | 13/03/2020       | 1 793 000 (13,0%) |
| 57          | 5           | Ágatha Ruiz de la Prada y Sweet California | 20/03/2020       | 1 785 000 (11,4%) |
| 58          | 6           | Lucía Bosé                                 | 27/03/2020       | 1 760 000 (11,4%) |

### Temporada 5 (2020-2021)
| N.º (Prog.) | N.º (temp.) | Invitados o Invitadas             | Fecha de emisión | Audiencia         |
| ----------- | ----------- | --------------------------------- | ---------------- | ----------------- |
| 59          | 1           | Isa Pantoja y Asraf Beno          | 11/12/2020       | 1 408 000 (12,9%) |
| 60          | 2           | Jorge Cadaval y César Cadaval     | 18/12/2020       | 1 392 000 (13,1%) |
| 61          | 3           | Falete y Antonio Pavón            | 25/12/2020       | 982 000 (8,6%)    |
| 62          | 4           | Shaila Dúrcal y Carlota Corredera | 01/01/2021       | 1 171 000 (10,3%) |
| 63          | 5           | Andy y Lucas y Ana Mena           | 08/01/2021       | 1 223 000 (9,9%)  |

### Temporada 6 (2021)
| N.º (Prog.) | N.º (temp.) | Invitados o Invitadas                          | Fecha de emisión | Audiencia         |
| ----------- | ----------- | ---------------------------------------------- | ---------------- | ----------------- |
| 64          | 1           | India Martínez y Sonsoles Ónega                | 10/07/2021       | 1 090 000 (12,3%) |
| 65          | 2           | Antonio Canales                                | 17/07/2021       | 1 101 000 (11,8%) |
| 66          | 3           | Irene Rosales                                  | 24/07/2021       | 1 222 000 (13,5%) |
| 67          | 4           | Jesús Vázquez                                  | 31/07/2021       | 1 287 000 (13,0%) |
| 68          | 5           | Carlos Jean                                    | 07/08/2021       | 1 068 000 (11,4%) |
| 69          | 6           | Concha Velasco, Oriana Marzoli e Iván González | 28/08/2021       | 849 000 (9,5%)    |
| 70          | 7           | Isabel Pantoja y Édgar Vittorino               | 04/09/2021       | 1 006 000 (11,0%) |

### Temporada 7 (2022)
| N.º (Prog.) | N.º (temp.) | Invitados o Invitadas                                                | Fecha de emisión | Audiencia         |
| ----------- | ----------- | -------------------------------------------------------------------- | ---------------- | ----------------- |
| 71          | 1           | Nacho Palau y María del Monte                                        | 06/05/2022       | 1 135 000 (11,3%) |
| 72          | 2           | Rosa López, José Coronado, Nacho Guerreros y Sol Macaluso            | 13/05/2022       | 1 171 000 (12,9%) |
| 73          | 3           | Antonio Resines y Merche                                             | 20/05/2022       | 714 000 (9,5%)    |
| 74          | 4           | Juan Echanove, Maxi Iglesias y Olga Moreno                           | 27/05/2022       | 904 000 (11,1%)   |
| 75          | 5           | Vicente del Bosque y Marc Bartra                                     | 03/06/2022       | 778 000 (9,9%)    |
| 76          | 6           | Boris Izaguirre y Ana Peleteiro                                      | 10/06/2022       | 701 000 (10,9%)   |
| 77          | 7           | Francisco Rivera y Tania Medina                                      | 18/06/2022       | 1 028 000 (12,7%) |
| 78          | 8           | Rosa Benito y Amador Mohedano                                        | 25/06/2022       | 1 286 000 (15,3%) |
| 79          | 9           | Michelle Calvó, Belinda Washington, Víctor Janeiro y Beatriz Trapote | 02/07/2022       | 765 000 (9,5%)    |
| 80          | 10          | Antonio José, Carolina Cerezuela y Desireé Rodríguez                 | 09/07/2022       | 696 000 (9,4%)    |
| 81          | 11          | Ana María Aldón, Gema Aldón y Mariana Rodríguez                      | 16/07/2022       | 955 000 (12,6%)   |
| 82          | 12          | Kiko Matamoros, Marta López del Álamo y Manu Tenorio                 | 23/07/2022       | 935 000 (12,8%)   |
| 83          | 13          | Anabel Pantoja, Omar Sánchez y Edu Soto                              | 30/07/2022       | 1 555 000 (21,2%) |

### Temporada 8 (2022)
| N.º (Prog.) | N.º (temp.) | Invitados o Invitadas                     | Fecha de emisión | Audiencia       |
| ----------- | ----------- | ----------------------------------------- | ---------------- | --------------- |
| 84          | 1           | David Bustamante y Carlo Constanzia       | 20/08/2022       | 770 000 (11,1%) |
| 85          | 2           | Luis Fonsi y Belén López                  | 27/08/2022       | 753 000 (11,6%) |
| 86          | 3           | Lolita, Tamara y Lucía Dominguín          | 03/09/2022       | 817 000 (11,5%) |
| 87          | 4           | Nacho Palau                               | 10/09/2022       | 851 000 (11,2%) |
| 88          | 5           | Edurne y La Húngara                       | 17/09/2022       | 848 000 (11,1%) |
| 89          | 6           | Paloma San Basilio y Abraham Mateo        | 24/09/2022       | 935 000 (10,8%) |
| 90          | 7           | Marta Sánchez, Vicky Larraz y Nuria Fergó | 01/10/2022       | 882 000 (10,9%) |

### Temporada 9 (2023)
| N.º (Prog.) | N.º (temp.) | Invitados o Invitadas                             | Fecha de emisión | Audiencia         |
| ----------- | ----------- | ------------------------------------------------- | ---------------- | ----------------- |
| 91          | 1           | Bertín Osborne y Jorge Pérez                      | 18/02/2023       | 1 231 000 (13,0%) |
| 92          | 2           | Nacho Palau y Manuel Cortés                       | 25/02/2023       | 998 000 (10,1%)   |
| 93          | 3           | Falete y Juan Magán                               | 04/03/2023       | 897 000 (9,2%)    |
| 94          | 4           | Alexandra Jiménez, Alejo Sauras y Mario Vaquerizo | 11/03/2023       | 1 005 000 (10,3%) |
| 95          | 5           | Omar Montes y Fernando Romay                      | 18/03/2023       | 778 000 (8,3%)    |
| 96          | 6           | Pablo Chiapella                                   | 25/03/2023       | 802 000 (8,4%)    |
| 97          | 7           | José Mercé                                        | 01/04/2023       | 912 000 (8,8%)    |

## Especiales

### Temporada 1 (2020-2021)
| N.º (Prog.) | N.º (temp.) | Invitados o Invitadas             | Fecha de emisión | Audiencia         |
| ----------- | ----------- | --------------------------------- | ---------------- | ----------------- |
| 1           | 1           | Volverte a ver ... otra vez (I)   | 03/04/2020       | 1 628 000 (10,3%) |
| 1           | 2           | Volverte a ver ... otra vez (II)  | 08/05/2020       | 1 401 000 (11,5%) |
| 1           | 3           | Volverte a ver ... otra vez (III) | 15/05/2020       | 1 560 000 (12,3%) |
| 1           | 4           | Volverte a ver ... otra vez (IV)  | 14/08/2021       | 832 000 (12,2%)   |
| 1           | 5           | Volverte a ver ... otra vez (V)   | 21/08/2021       | 694 000 (9,7%)    |
| 1           | 6           | Déjate querer ... más (I)         | 06/08/2022       | 698 000 (11,3%)   |
| 1           | 7           | Déjate querer ... más (II)        | 13/08/2022       | 595 000 (8,7%)    |